# Born of Hope
Born of Hope (deutsch: Geboren aus Hoffnung) ist ein Fantasyfilm aus dem Jahr 2009 unter der Regie von Kate Madison mit einem Drehbuch von Paula DiSante (unter dem Pseudonym Alex K. Aldridge), der auf den Anhängen des Romans Der Herr der Ringe von J. R. R. Tolkien basiert. Der Film handelt von den Gemeinschaften, die vom Krieg des dunklen Herrschers Sauron betroffen sind, von der Geschichte von Arathorn II. und seiner Beziehung zu Gilraen und dreht sich um die Relevanz der Erhaltung der Blutlinie der Dúnedain.
Der Großteil des Films wurde im angelsächsischen Dorf von West Stow in Suffolk gedreht. Waldszenen wurden im Epping Forest gedreht und Luftaufnahmen zeigen Ansichten des Snowdonia-Nationalparks und des Derwent Water.
Die Premiere fand auf der Ring*Con 2009 in Bonn statt, danach wurde der Film kostenlos im Internet auf Dailymotion und später auf YouTube bereitgestellt.

## Handlung
Die Handlung spielt im späten Dritten Zeitalter von Mittelerde, als die Macht Saurons wächst. Seine Orks suchen ständig nach den versprengten Nachkommen aus der Linie des Elendil, die in den Dúnedain erhalten wird. Dirhael, seine Frau Ivorwen und ihre Tochter Gilraen fliehen vor einem Angriff auf ihr Dorf, als sie auf einem Waldweg von Orks überfallen und von einer Gruppe Waldläufer unter Arathorn gerettet werden. Da sie keine andere Bleibe haben, werden die Flüchtlinge von Arathorn nach Taurdal gebracht, dem Dorf, das sein Vater Arador, der Häuptling der Dúnedain, anführt. Dort rätseln Arathorn und Arador über die Motive der Orks, nachdem sie bei erschlagenen Orks einige Juwelen gefunden haben. Während des Aufenthalts in Taurdal verliebt sich Gilraen in Arathorn.
Angesichts von Überfällen auf benachbarte Siedlungen führt Arador seine Krieger auf einen Feldzug gegen die Orks in der Gegend, um den Frieden in der Region wiederherzustellen. Währenddessen sendet er Arathorn getrennt aus, damit dieser die Hintergründe der Angriffe ergründe. Beide sind mit ihren Missionen erfolgreich und Arathorn entdeckt, dass die Orks Sauron dienen und für ihn auf der Suche nach einem Ring sind. Dabei handelt es sich nicht, wie Arador vermutet, um den Ring Barahirs, ein Erbstück der Dúnedain-Könige, sondern um den Einen Ring, mit dem der Dunkle Herrscher seine Macht mehren will. Arathorn und Gilraen erhalten Aradors Segen für eine Heirat, aber Arathorn kann den Mut nicht aufbringen, Dirhael um die Hand seiner Tochter zu bitten. Arador wird nach Bruchtal gerufen, um Elronds Rat einzuholen, und die Hochzeit wird bis zu seiner Rückkehr verschoben. Schließlich wendet sich Arathorn doch an Dirhael und die zwei Liebenden heiraten.
Ein Jahr später wird Arador in den Trollhöhen von einem Bergtroll getötet, womit Arathorn zum Häuptling der Dúnedain wird. Gilraen wird schwanger und gebiert einen Sohn, Aragorn. Taurdal lebt für eine Weile in Frieden, bis Elladan und Elrohir mit Neuigkeiten aus Bruchtal kommen. Elrond hat gespürt, dass der Gegend erneut Gefahr droht, und so bitten sie darum, dass Gilraen und Aragorn nach Bruchtal in Sicherheit gebracht werden, wie es für alle Erben der Dúnedain-Häuptlinge Tradition ist. Bevor Arathorn und Gilraen sich entscheiden können, greifen die Orks erneut das Dorf an. Sie werden zurückgeschlagen und Arathorn führt die Waldläufer bei der Verfolgung der Angreifer an. Die Jagd ist erfolgreich, aber Arathorn wird dabei tödlich verwundet. Ohne die Führung eines geeigneten Häuptlings geben die Dúnedain Taurdal auf und zerstreuen sich heimlich in die Wälder von Rhudaur, während die elbischen Zwillinge, Elladan und Elrohir, Aragorn und seine Mutter Gilraen nach Bruchtal in Sicherheit bringen.

## Produktion
Die Idee zu dem Film entstand 2003, als die Regisseurin und Schauspielerin Kate Madison einen Film für die Tolkien Fan Film Exhibition einreichen wollte. Zunächst ein bescheidener Plan, wuchs das Projekt an, bis im April 2006 erste Probedrehs stattfanden. Die Hauptaufnahmen begannen im Juni 2008 und dauerten bis in das Jahr 2009. Das Ziel war eine Premiere zur Ring*Con 2009, was auch erreicht wurde. Später wurde der Film als kostenloser Live-Stream auf verschiedenen Videoportalen, unter anderem auf Dailymotion und YouTube, angeboten.
Madison gab ihre gesamten Ersparnisse von 8.000 £ für den Film aus. Weitere 17.000 £ wurden durch die Veröffentlichung eines Online-Trailers eingenommen, was das Budget auf 25.000 £ anwachsen ließ. Born of Hope entstand während einer Zeit von sechs Jahren unter Mitwirkung von 400 Darstellern, die auch in Zeltlagern übernachteten, um morgens zeitig drehen zu können.
Christopher Dane (Arathorn) war letztendlich sehr in die Produktion des Films eingebunden, indem er sowohl zum Drehbuch, als auch zur Bearbeitung des Endproduktes beitrug. Kate Madison, die Regie führte und den Film produzierte, tritt auch als Waldläuferin Elgarain in dem Film auf.

## Rezeption
Der Film erregte das Interesse einiger Experten, die an Peter Jacksons Trilogie beteiligt waren:

“Amazing stuff. It’s incredible to see what craftsmanship, sensitivity and attention to detail is being brought to bear on this ambitious project. Everything so far looks amazing and I can’t wait to see the finished film.”

„Großartige Sache. Es ist unglaublich, zu sehen, wie viel handwerkliches Können, Einfühlungsvermögen und Aufmerksamkeit bei diesem ehrgeizigen Projekt zum Tragen kommen. Alles sieht bisher umwerfend aus und ich kann es gar nicht erwarten, den fertigen Film zu sehen.“

Wendy Ide von The Times gab dem Film eine positive Kritik und verlieh ihm vier von fünf Sternen, nannte ihn eine „fast perfekte Hommage an Jacksons Vision von den Ringen“ (near note-perfect homage to Jackson’s vision for the Rings). Sie betonte außerdem, dass der Film sehr gut besetzt sei und fast alle Darbietungen von einer Qualität seien, die sich bei weitem von dem unterscheide, was man sonst bei No-Budget-Filmen erwarten könne.